# Ivan Atelšek
Ivan Atelšek, slovenski gospodarstvenik, * 21. avgust 1928, Prihova, Nazarje, † 6. december 2011, Celje.
Med vojno je sodeloval v narodnoosvobodilni borbi. Leta 1959 je končal srednjo ekonomsko šolo, bil direktor Tovarne gospodinjske opreme Velenje, oziroma kasnejšega podjetja Gorenje (1953-1980), delal v Ljubljanski banki Združeni banki (1980-1982) in Interesni skupnosti elektrogospodarstva Slovenije. Kot direktor Gorenja je oblikoval poslovno politiko, s katero se je hitro večala proizvodnja, razvijal kooperacijo in v proizvodnjo uvajal velike serije. Za uspešno delo v gospodarstvu je 1969 prejel Kraigherjevo nagrado, 1973 pa avnojsko nagrado.